# Anthoscopus sylviella
Anthoscopus sylviella, "rostbukig pungmes", är en afrikansk fågelart i familjen pungmesar inom ordningen tättingar. Den behandlas vanligen som underart till grå pungmes.

## Utseende och läten
"Rostbukig pungmes" är en mycket liten (8–8,5 cm), kortstjärtad och gråbeige tätting med liten och spetsig näbb och rätt kraftiga ben. Den liknar mycket sin nära släkting grå pungmes, men skiljer sig genom rostbeige anstrykning på undersidan och ett mycket avvikande läte, en snabb (två till tre sekunder) drill.

## Utbredning och systematik
Fågeln delas in i två underarter med följande utbredning:
- Anthoscopus sylviella sylviella – sydcentrala Kenya söderut till nordöstra och centrala Tanzania
- Anthoscopus sylviella sharpei – sydvästra Kenya söderut till norra Tanzania

Den betraktas oftast som underart till grå pungmes (Anthoscopus caroli) men urskiljs sedan 2016 som egen art av Birdlife International och IUCN.

## Levnadssätt
Fågeln hittas i olika typer av skog. Föda, födosökningsbeteende och häckningsbiologi är dåligt kändam, men antas likna grå pungmes. Häckning har konstaterats i december och februari.

## Status och hot
Arten har ett stort utbredningsområde, men tros minska i antal, dock inte tillräckligt kraftigt för att den ska betraktas som hotad. Internationella naturvårdsunionen IUCN listar arten som livskraftig (LC).